# Sebastiania venezolana
Sebastiania venezolana är en törelväxtart som beskrevs av Ferdinand Albin Pax och Käthe Hoffmann. Sebastiania venezolana ingår i släktet Sebastiania och familjen törelväxter.
Artens utbredningsområde är Venezuela. Inga underarter finns listade i Catalogue of Life.